# Franz Spina
Franz Spina (5. října 1868 Městečko Trnávka – 17. září 1938 Praha) byl český politik a publicista německé národnosti z období československé první republiky.

## Život
Narodil se v Městečku Trnávce, ležící v tehdejším německém jazykovém ostrově Hřebečsko. Díky relativní dvojjazyčnosti oblasti ovládal již v dětských letech plynně němčinu i češtinu. V rodném městě navštěvoval utrakvistickou lidovou školu, v roce 1879 však přestoupil na piaristické gymnázium v Moravské Třebové, kde studium v roce 1887 zakončil maturitou.
V roce 1887 nastoupil na studia germanistiky, klasické filologie a filosofie ve Vídni. Imatrikulován byl v roce 1888 na německé univerzitě v Praze. Jeho cílem bylo stát se středoškolským učitelem. Při svých studiích se též stal členem studentského burschenschaftu Constantia. V roce 1892 složil státní zkoušku z učitelství němčiny, latiny a řečtiny. Roku 1901 promoval a získal doktorát z filosofie.
Pracoval v Broumově a Uničově, v letech 1901–1905 působil jako profesor na gymnáziu v Moravské Třebové. V roce 1906 byl na Německé univerzitě Univerzity Karlovy jmenován lektorem českého jazyka, čemuž následovala v tomto oboru v roce 1909 habilitace.

## Literární činnost
Je autorem publikací na téma české a slovanské kulturní dějiny. Byl spoluzakladatelem a redaktorem časopisu Slavische Rundschau. Vydal staročeské památky Frantova práva, Legenda o sv. Kateřině. Je též autorem studie o českých tiscích v Norimberku v 16. století.

## Politika
Ve volbách v roce 1920 byl zvolen poslancem Národního shromáždění za Německý svaz zemědělců (BdL). Roku 1926 se stal ministrem veřejných prací, od roku 1929 do roku 1935 působil jako ministr zdravotnictví a tělovýchovy.
Když v roce 1933 vydal Konrad Henlein provolání “Ke všem sudetským Němcům,” kteří se hlásí k “německému kulturnímu a osudovému společenství”, začal se Německý svaz zemědělců dostávat do potíží, jelikož Franz Spina zaujímal proti tomuto seskupení odmítavý postoj. Na rozdíl od henleinovských názorů byl tvůrcem teorie symbiózy Čechů a Němců. Po volbách v roce 1935 (ve kterých Sudetoněmecká strana zvítězila) působil do roku 1938 již jako ministr bez portfeje.